# Serie 442 de Renfe

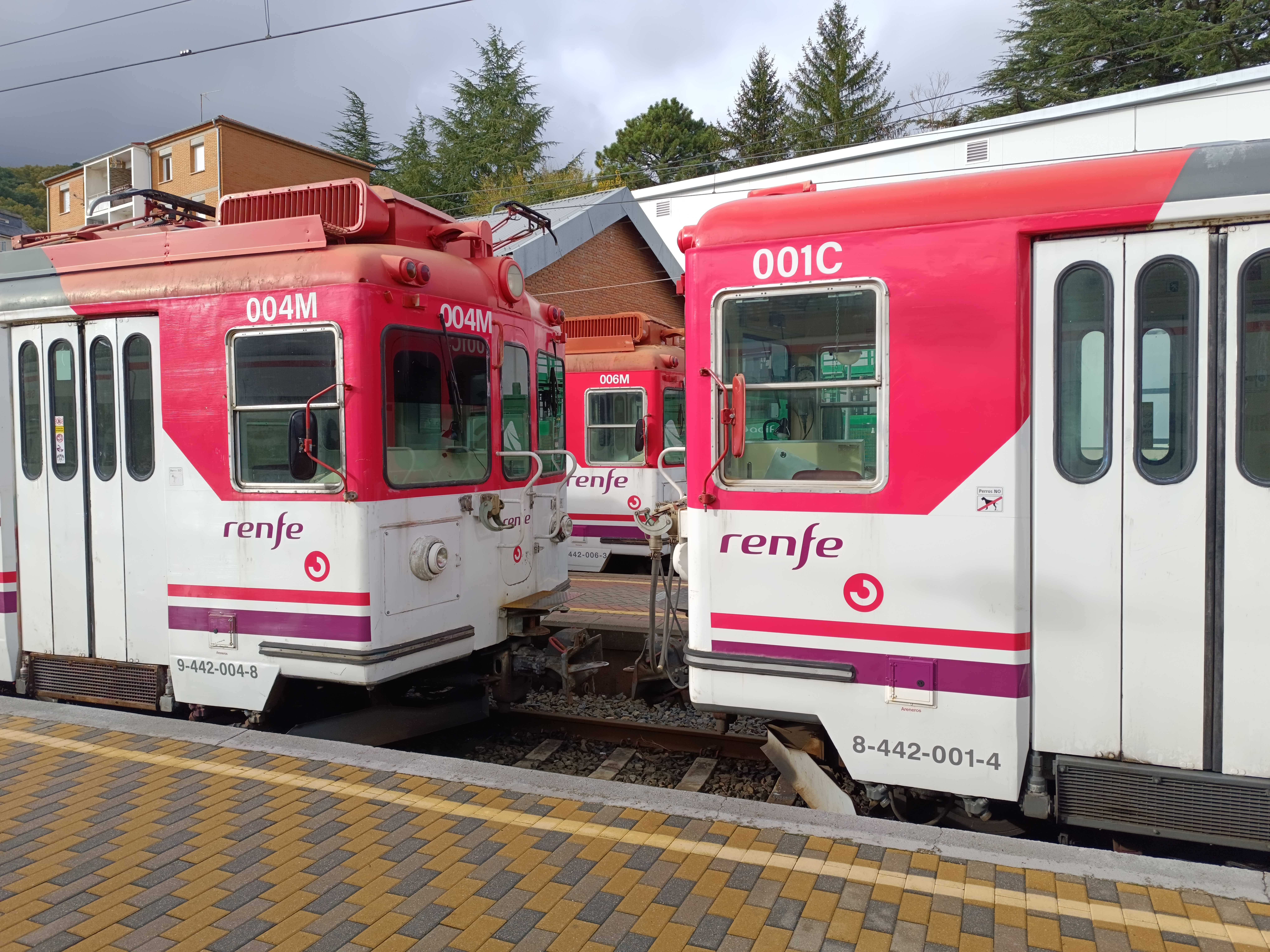
Estación de Cercedilla. Serie 442 de Renfe, en el año 2023.

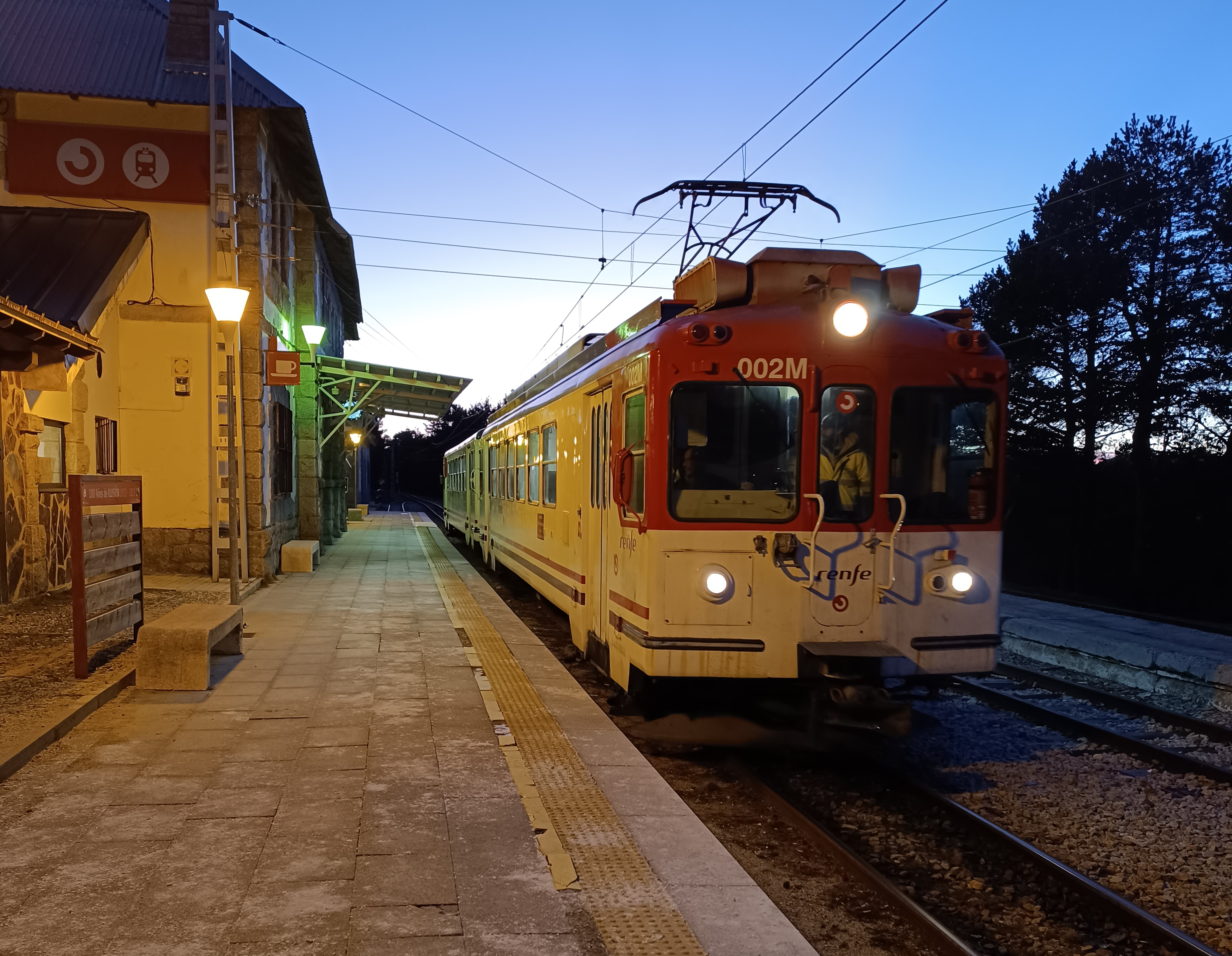
Estación de Cotos.

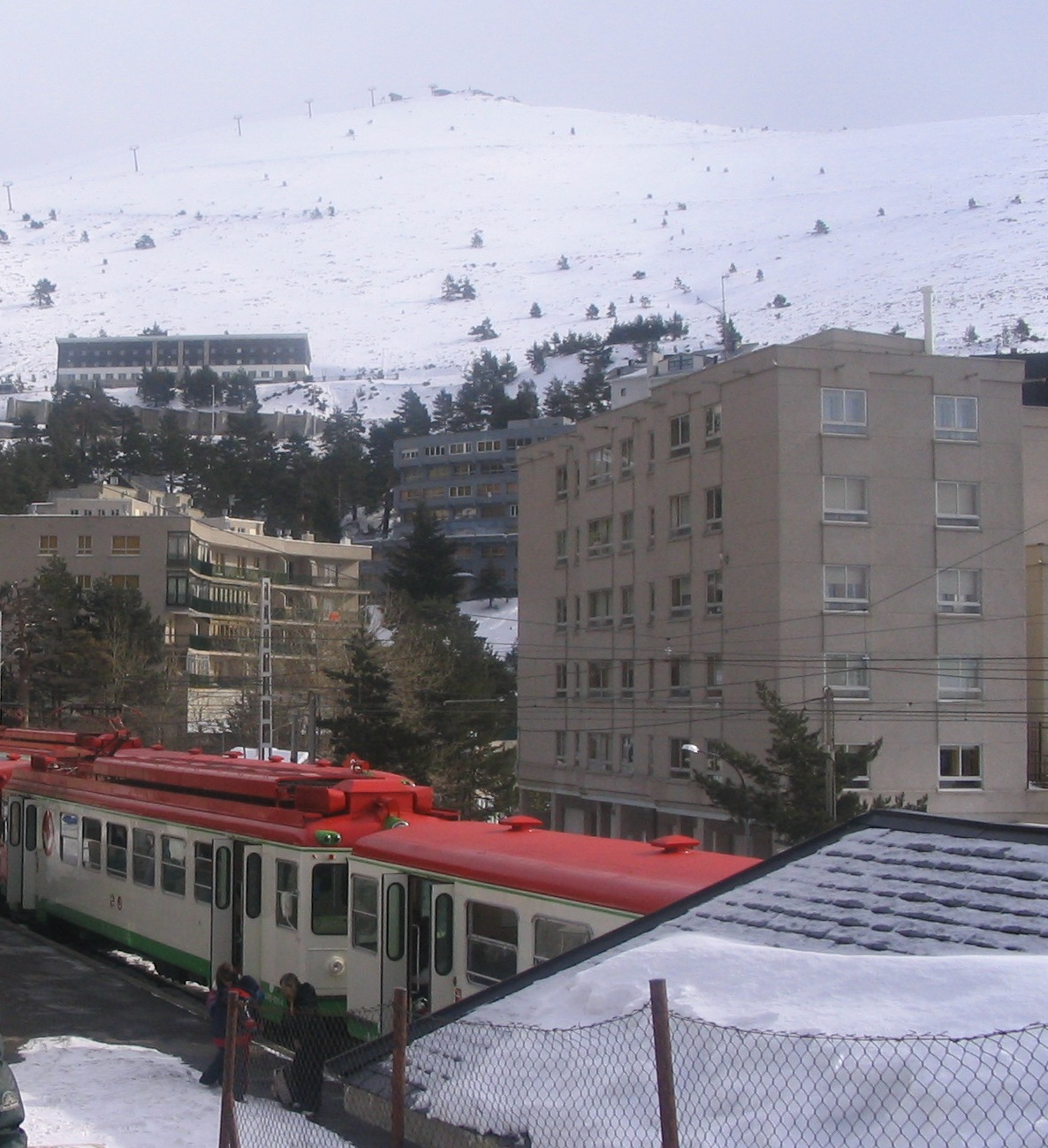
Serie 442 en el Puerto de Navacerrada (Sierra de Guadarrama) circulando en la Línea C-9 de Cercanías Madrid, la única que usa este tipo de tren.

La serie 442 de Renfe era una reducida serie, ya retirada, de trenes autopropulsados de tracción eléctrica, de ancho métrico y alimentadas a 1500 V en corriente continua, que prestaron servicio entre 1976 y el 5 de mayo de 2024 en la línea Cercedilla-Cotos (C-9 de Cercanías Madrid). En total componen la serie 6 coches motores y 6 remolques, que permiten formar 6 composiciones Mc+Rc que circulan como Unidades de Tren, si bien los coches motores, al disponer de dos cabinas de conducción, pueden circular aislados.
Hasta el 31 de diciembre de 2012, antes de la extinción de FEVE y su integración en Renfe y Adif, fueron los únicos vehículos en servicio del parque móvil de Renfe con ancho de vía métrico y tensión de alimentación de 1500 V en corriente continua.
Al ser trenes específicos para viajes por zonas muy frías están equipados con calefacción debajo de los asientos. Los remolques cuentan además con una pequeña zona libre con asientos abatibles en las que se pueden transportar bicicletas.

## Historia
Las unidades 442 constituyen la tercera generación de material motor para la línea del Ferrocarril Eléctrico del Guadarrama, cuyo recorrido enlaza Cercedilla con la estación de Puerto de Navacerrada y la de Los Cotos. El diseño general de la carrocería derivada directamente de los automotores Be 4/4 26-27 del ferrocarril Lausanne-Echallens-Bercher, en Suiza, presentando muy pocas diferencias entre las unidades suizas y las españolas. Técnicamente sí existen algunas diferencias, pues las unidades suizas circulan normalmente en composición de tres coches, motor+remolque+remolque piloto (Mc+R+Rc), mientras que las unidades 442 solo disponen de dos coches, motor y piloto, careciendo de remolque intermedio. Por su parte, la potencia es diferente, 588 kW para las unidades de LEB y 524 kW para las de RENFE.
Tras encargarse su construcción en 1974 a MTM, que desarrolló los componentes mecánicos de las unidades bajo licencia de Schindler Waggon AG, con equipos eléctricos BBC y bogies Schlieren, los tres primeros coches motores (9-442-001 a 9-442-003) llegaron en 1976, mientras que otros tantos remolques con cabina llegaron en 1977, formándose así las composiciones Mc+Rc definitivas. Entre 1982 y 1983 llegaron otras tres unidades, 442-004 a 442-006, completándose así la dotación de 6 unidades 442. Todas ellas llegaron pintadas de color rojo con el techo y una franja bajo las ventanillas de color plata, estando las puertas laterales pintadas de color azul oscuro. 
En 1991 el esquema de pintura cambió ligeramente, ya que se adoptaron los logotipos de la UN de Cercanías. En abril de 1993 se apartó del servicio la unidad 442-003 debido a una serie de problemas técnicos; tras permanecer apartada durante 5 años a merced de los vándalos y de las inclemencias del tiempo, a comienzos de 1998 fue trasladada al TCR de Valladolid para su reparación, pero esta se desestimó por su elevado importe y fue desguazada en marzo de 1998, siendo actualmente la única baja en la serie.
Por su parte, el resto de unidades de la serie fueron adoptando la imagen corporativa de la UN de Cercanías, en colores blanco, rojo y verde; paralelamente, se les incorporó un equipo electrónico, denominado coloquialmente como "autómata", que permite tener un mayor control sobre el sistema de velocidad prefijada.
A partir de 2005, con el cambio de imagen corporativa llevado a cabo por Renfe, las unidades 442 comenzaron a recibir un nuevo esquema de pintura basado en los colores blanco, rojo, gris y morado Pantone 2425. La primera unidad en recibir este esquema fue la 442-006, a la que siguieron todas las demás.

En junio de 2020 se adjudicaron 6 nuevos trenes alpinos de CAF para sustituir la serie 442. Entre marzo de 2020 y el 3 de septiembre de 2022 la línea permaneció sin servicio a causa de la pandemia de covid. Al volver a entrar en funcionamiento se redujo la frecuencia a un tren cada dos horas, quedando solo cuatro coches en servicio. Finalmente, el 5 de mayo de 2024 estos trenes circularon por última vez en servicio comercial de viajeros, para dar paso a una reforma integral de la línea y la posterior renovación del material móvil.
```
serie 442 fueron vehículos destinados al transporte ferroviario de viajeros en líneas de alta montaña. Estaban formados por un coche motor dotado de dos cabinas de conducción (Mc) y por un coche remolque dotado de una cabina de conducción (Rc) en un extremo. La composición normal en servicio es Mc+Rc, aunque el coche motor puede circular aislado. La composición múltiple es de 4 coches, normalmente dos unidades Mc+Rc acopladas, si bien en determinados momentos pueden darse casos de unidades formadas por tres coches (Mc+Rc+Rc o Mc+Rc+Mc), en este caso una unidad "presta" a otra uno de sus coches, el cual puede ser motor o remolcado.
```

### Caja
La estructura de los coches, formada en acero inoxidable, es del tipo autoportante, es decir, las paredes laterales y el techo contribuyen, junto con el bastidor, a transmitir los esfuerzos longitudinales de tracción y frenado. Esta estructura es de gran solidez y ligereza, lográndose una gran disminución de tara respecto a vehículos construidos mediante la denominada "técnica pesada". El coche motor cuenta con una cabina de conducción en cada extremo, seguida cada una de una plataforma de acceso; entre ambas plataformas de acceso se encuentra el salón de viajeros, el cual cuenta con 40 plazas sentadas distribuidas en filas tipo 2+2 enfrentados. En una de las plataformas de acceso se encuentran los armarios con los diversos equipos eléctricos de alta tensión (cámaras de alta), mientras que en la otra hay un total de 4 transportines abatibles, destinados a ampliar el número de plazas sentadas cuando la ocupación del tren no es excesiva. 
La distribución interior del remolque es muy similar, con la excepción de que solo dispone de una cabina de conducción en un extremo, estando el otro testero ocupado por una amplia plataforma de acceso, la cual se destina preferentemente al transporte de bicicletas durante los meses comprendidos entre abril y octubre; esta plataforma también dispone de 4 transportines plegables, dos por costado. El salón de viajeros del remolque es más largo que el del coche motor, ya que el remolque no cuenta con cámaras de alta, por lo que dispone de 8 plazas sentadas más, totalizando así 48 asientos. De esta manera, cada unidad de la serie 442 puede transportar un total de 88 personas sentadas, que aumentan a 100 si los transportines están en uso. En cuanto a las plazas de pie, el coche motor dispone de espacio para 60 personas, mientras que el Rc puede albergar 72, pudiendo transportarse 132 personas de pie, totalizándose así 220 plazas entre sentadas y de pie.

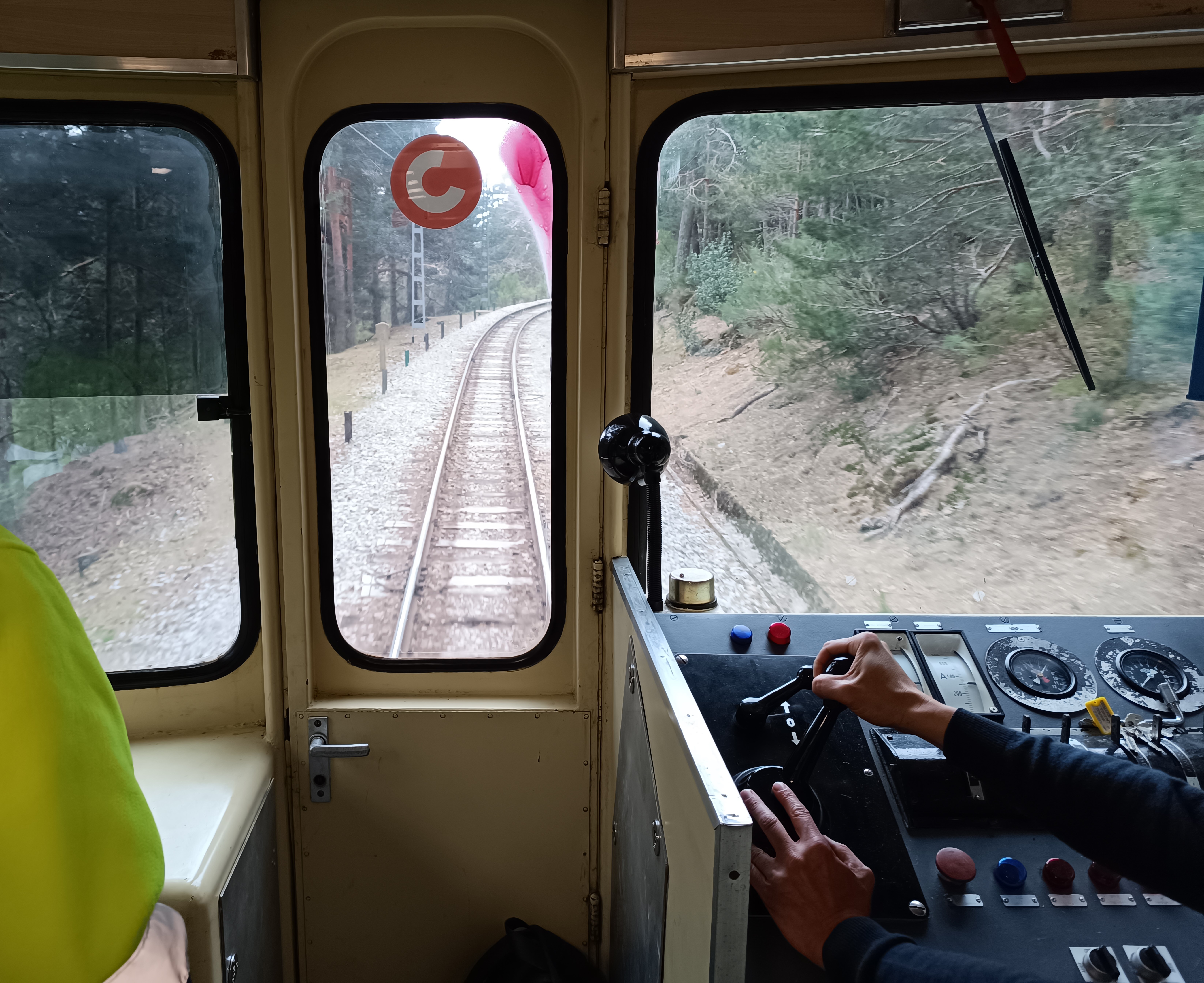
Cabina de conducción de una unidad de la Serie 442.

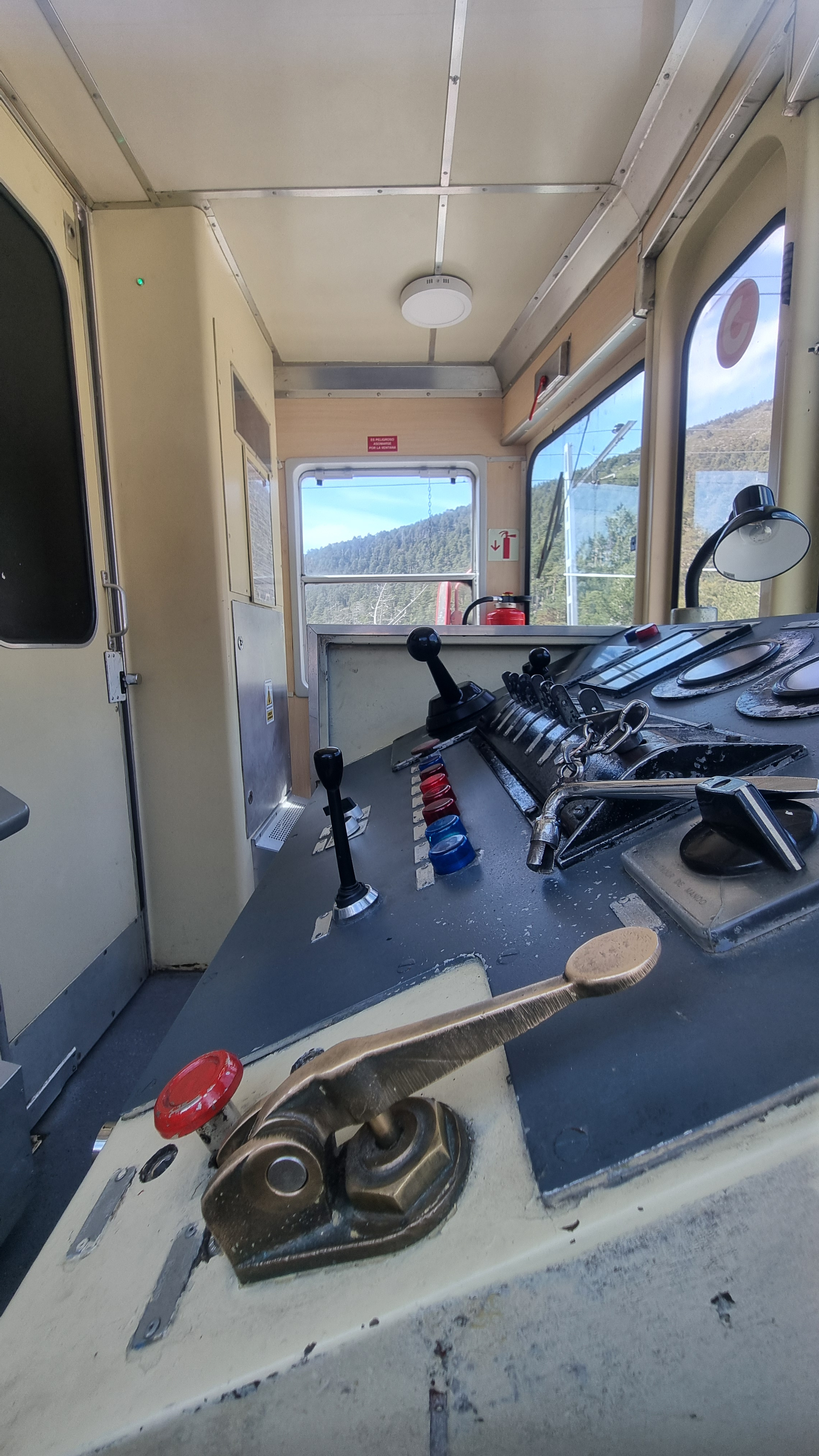
Cabina, mayo de 2024.

Las cabinas de conducción se encuentran, como se ha indicado anteriormente, en los extremos libres de la composición. El pupitre de conducción se sitúa a la derecha en el sentido de la marcha, y dispone de todos los mandos y dispositivos necesarios para efectuar la conducción del tren. El regulador de tracción tiene grabados, en su punto de anclaje, los valores de velocidad correspondientes a cada punto de tracción, lo que permite circular mediante el sistema de velocidad prefijada, algo que en su día convirtió a las UT 442 en los vehículos de vía métrica más avanzados tecnológicamente de España. En el lado contrario al pupitre de mando se encuentra una mesa auxiliar, que es la empleada por el ayudante, el cual cuenta con un asiento tipo transportín. Entre esta mesa auxiliar y el pupitre de conducción se encuentra una puerta de intercomunicación, que permite el paso entre coches del personal de conducción, además de ser el único acceso a la cabina desde el exterior, ya que estas unidades no disponen de puertas laterales en sus cabinas. Dado que Renfe ha decidido recientemente que la composición mínima en servicio sea la de Motor+Remolque Cabina, perdiendo la flexibilidad de explotación que supone disponer de coches motores con dos cabinas (posibilidad de establecer servicios con un solo coche en momentos de baja demanda), se ha suprimido la pequeña cuña quitanieves que tenían los bogies cercanos al acoplamiento con el remolque. Por el momento las segundas cabinas de los coches motores no han sido suprimidas, seguramente ante la necesidad de emplearlas en las maniobras que con frecuencia se hacen en Cercedilla para mover coches motores y remolques entre unidades.

#### Decoración
Las unidades 442 han pasado por tres esquemas de decoración diferentes a lo largo de sus 43 años en servicio.

##### Original
La decoración original estaba realizada en color rojo para toda la caja, puertas laterales en color azul oscuro y techo y una franja bajo las ventanillas de color plata. Esta franja se interrumpía a mitad de los laterales para dar cabida al anagrama y logotipo de RENFE. Asimismo, en los testeros la franja se ensanchaba hacia abajo en forma de triángulo, albergando el signo de RENFE. Este primer esquema sufrió una ligera variación en algunas unidades a comienzos de los años 1990, ya que la franja y el techo pasaron de ser de color plata a ser gris mate; las puertas fueron pintadas enteramente de azul, eliminándose la franja lateral, y en los testeros el símbolo de RENFE fue sustituido por otro de la UN de Cercanías. 

##### Cercanías C-442
A partir de 1997 las unidades 442 cambiaron radicalmente de aspecto, al adoptar el esquema corporativo de la UN de Cercanías, en color blanco, techos y cabinas extremas de la composición en color rojo y una franja inferior de color verde en sustitución del gris habitual; las carcasas del faro y pilotos superiores también fueron pintados en verde. En los coches motores el testero correspondiente a la cabina n.º 2 (la situada en el lado Cercedilla) se mantuvo el color blanco del resto de la caja.

##### Cercanías Renfe Operadora
En julio de 2005 las 442 sufrieron un nuevo cambio de esquema de pintura, al recibir el nuevo esquema corporativo de Renfe Cercanías, realizado en color blanco, techos en gris y parte superior del frontal, laterales y techos de las cabinas extremas de la composición en color rojo, junto a dos franjas inferiores, una de color rojo, distintiva del servicio de cercanías, y otra de color morado (Pantone 2425C), color corporativo de Renfe Operadora.

### Equipos eléctricos
El equipo eléctrico de estas unidades es convencional, es decir, se trata de un equipo electromecánico clásico basado en la intercalación y eliminación de unas resistencias eléctricas (reóstato) en el circuito de potencia. Estas resistencias se encuentran en el techo del coche motor, y se ventilan de manera natural por la corriente de aire generada por el avance del tren. Los motores de tracción son de corriente continua y son de ventilación forzada. El aumento de la velocidad se consigue intercalando de manera temporal en el circuito una serie de resistencias cuya función es que a los motores de tracción solo llegue una parte de la corriente, pues de lo contrario los motores podrían llegar a quemarse. 
A medida que va aumentando la velocidad del tren las resistencias son cortocircuitadas y eliminadas del circuito, aumentando así la tensión de alimentación de los motores de tracción. La eliminación de estas resistencias está calculada de manera que permita un incremento de la velocidad fijo, lográndose así una conducción con velocidad prefijada, pues el sistema eléctrico del tren, de manera automática, intercala o elimina del circuito las resistencias necesarias para mantener constante la velocidad indicada por el maquinista en el regulador de tracción.
El "autómata" incorporado a partir de 1997 tiene la función de controlar de manera más fiable y segura la tensión que se suministra a los motores para lograr con mayor exactitud que el tren circule a la velocidad elegida por el maquinista, permitiendo al sistema una tolerancia máxima de ± 3 km/h respecto a la velocidad escogida por el conductor.

### Bogies y sistemas de frenado
Los bogies de las unidades 442 corresponden a un diseño de Schindler Waggon, aunque fueron construidos por MTM bajo licencia. Comparten ciertas similitudes con los bogies Bm4a y Bp4 de las unidades 440 de vía ancha, tales como las cajas de grasa y la suspensión primaria. Los bogies extremos disponen, en su cabecero delantero, de una pequeña cuña quitanieves-quitapiedras regulable en altura, que permite expulsar de la caja de la vía la nieve o los pequeños obstáculos situados sobre la vía. En origen los coches motores, al poder circular en ambos sentidos de manera autónoma, disponían de esta cuña en ambos bogies. Sin embargo, recientemente se ha ido eliminando la cuña situada en el bogie más cercano al remolque, en previsión de que las unidades 442 circulen siempre en formato Mc+Rc. Cada bogie, sea motriz o portante, se encuentra formado por dos largueros longitudinales unidos entre sí mediante dos travesaños situados en el centro, formando un conjunto en forma de H y estando todos sus componentes realizados en chapa de acero. Cada coche dispone de dos bogies, dotados cada uno de dos ejes de ancho métrico, en cuyos extremos se encuentran caladas las ruedas. En los extremos de los ejes se sitúan las cajas de grasa, de tipo SKF exterior. La suspensión primaria está formada por cuatro paquetes dobles de resortes helicoidales por bogie (dos muelles por cada caja de grasa). Por el interior de cada resorte helicoidal un amortiguador al baño de aceite efectúa también la función de guiado de la caja de grasa. La suspensión secundaria (unión entre bogie y caja) se realiza asimismo mediante muelles helicoidales. Sobre estos muelles se apoya la traviesa bailadora, la cual se une a la caja mediante un pivote y dos apoyos laterales. Los motores de tracción (uno por cada eje del coche motor) son del tipo FRG-3033, entregando cada motor una potencia, en régimen unihorario, de 155 kW a 1315 r. p. m., lo que da una potencia total de 620 kW. 
La potencia en régimen continuo es de 131 kW por motor, lo cual da un total de 524 kW por UT. La transmisión del movimiento desde el motor al eje se realiza a través de un reductor con una relación de engranajes de 1:6'062. Esta reducción permite a la unidad contar con un elevado esfuerzo tractor de 5.150 kg, necesario para superar las fuertes rampas que se dan en la línea, las cuales alcanzan una pendiente máxima de 70 milésimas (7 %).
Debido a las fuertes pendientes a superar, tan importante como la tracción es el frenado, por lo que estas unidades cuentan con hasta 5 sistemas de frenado: dinámico (eléctrico), electro-neumático, neumático directo, electromagnético (emergencia) y de estacionamiento. El freno eléctrico es reostático, es decir, cuando el tren frena los motores se convierten en generadores eléctricos, absorbiendo energía cinética de los ejes. Esta energía es enviada a las resistencias situadas en el techo del coche motor y disipada mediante calor. Por su parte, el freno electroneumático es de accionamiento mediante aire comprimido y mando eléctrico a través de paneles PBL-2 y tubería de freno. El segundo sistema de frenado es completamente neumático, y también es de aire comprimido. 
Por su parte, el freno electromagnético consiste en unos patines situados entre los ejes de cada bogie en paralelo con el carril, y su funcionamiento se basa en que cuando se requiere un esfuerzo de frenado superior estos patines "caen" sobre el carril, ejerciendo un esfuerzo mecánico que contrarresta el avance del vehículo, a la vez que se establece un campo magnético entre el patín y el carril, aumentándose así la fuerza de frenado de una manera notable. Por último, el freno de estacionamiento se emplea para mantener el tren detenido durante un período más o menos prolongado, siendo su accionamiento a través de una manivela situada en las cabinas de conducción.

### Tracción y choque
Para el acoplamiento entre coches, tanto pertenecientes a una misma unidad como con otras unidades, cada coche dispone, en ambos extremos, de un enganche automático del tipo GF (abreviatura de Georr-Fischer). Este tipo de enganche, característico de los ferrocarriles de alta montaña de Suiza, asegura la unión mecánica y neumática, pues va dotado de las correspondientes conexiones que aseguran la continuidad del circuito de aire. Para las conexiones eléctricas de mando y control cada coche dispone, en el testero correspondiente al lado Cercedilla, de una manga de mando múltiple semejante a la que se emplea en las locomotoras 269 de Renfe. Para el paso de la corriente de iluminación y calefacción, cada remolque dispone de una línea eléctrica para transmitir los 380 V en alterna para la iluminación y los 1.500 V en continua para los radiadores de la calefacción.

### Sistemas de seguridad en la circulación

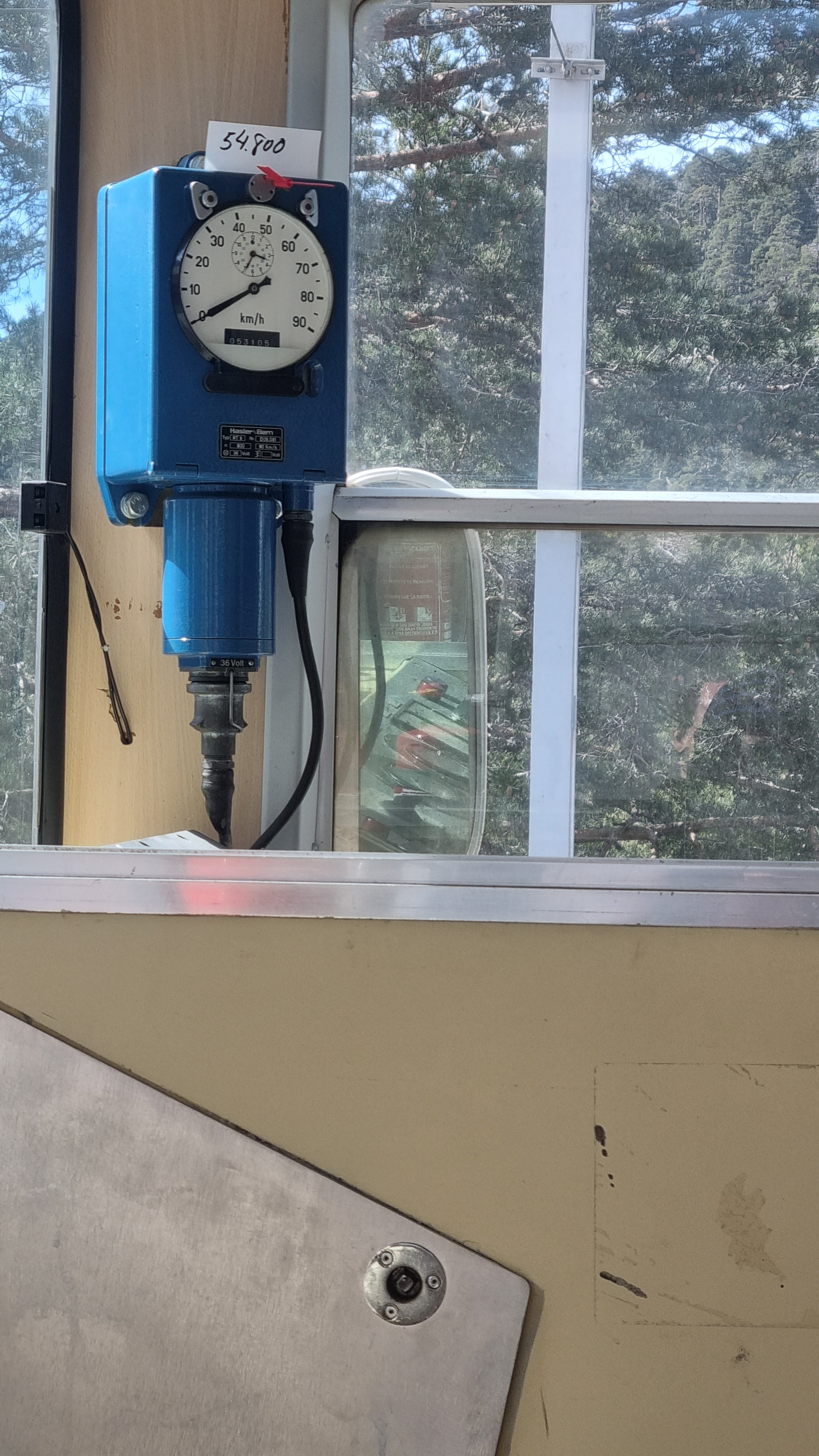
Velocímetro Hasier-Bern con cuentakilómetros mecánico

A finales de los años 1970 se empleó el Control de Tráfico Centralizado para realizar la supervisión de la circulación de esta línea, pero debido a las duras condiciones climatológicas el sistema tenía fallos continuos y se eliminó. Al ser muy escasas las circulaciones (cinco servicios de ida y vuelta de lunes a viernes), normalmente el servicio se hace con un único tren al día, por lo que no existen riesgos de alcances o choque frontales. En fines de semana, festivos durante el periodo invernal (del puente de la Constitución Española al puente de Semana Santa aproximadamente) el servicio aumenta de manera a 7 servicios de subida y bajada, saliendo un tren cada hora de Cercedilla entre las 9.35 y las 13.35, y posteriormente a las 15.35 y 17.35, sucediendo de igual manera desde la cabecera de Los Cotos
Estas circulaciones se cruzan en la estación de Puerto de Navacerrada a la hora en punto, es decir, el tren que sale de Cercedilla a las 10.35 se cruza con el que sale a las 10.43 de Los Cotos en la estación de Puerto de Navacerrada a las 11.00. Al no existir sistema de protección en vía, las unidades circulan con un segundo agente habilitado en cabina (auxiliar de cabina o firulais, antiguamente un segundo maquinista), y no es necesario contar con el sistema de protección del tren en las unidades 442, de acuerdo a lo prescrito en el Reglamento de Circulación Ferroviaria (RCF). Esta situación cambiará cuando se acometan las obras de mejora integral de la línea C-9, en las que se prevé la instalación